# Moravské pole
Moravské pole (německy Marchfeld) je asi 900 km² velká štěrková rovina v jihovýchodním Weinviertelu (Dolní Rakousko), mezi Dunajem a nejspodnějším úsekem řeky Moravy (německy March, odtud jméno). Je součástí Vídeňské pánve. Na severu přechází ve zvlněnou pahorkatinu Weinviertelu, výběžek Vnějších západních Karpat.
Moravské pole je převážně spoře zalidněná polní krajina, lesy se nachází jen po okrajích podél řek a jižně od Gänserndorfu. Téměř celé území patří do okresu Gänserndorf, pouze na západě zasahuje obvod hlavního města Vídně a okrajová část okresu Mistelbach. Rovně napříč Moravským polem vedou dvě významné železnice z Vídně, směr Břeclav (Severní dráha císaře Ferdinanda) a směr Marchegg–Bratislava.
Ve druhé polovině 13. století se v prostoru Moravského pole udály dvě významné bitvy: bitva u Kressenbrunnu (dnes Groißenbrunn) roku 1260 a bitva u Suchých Krut (Dürnkrut) roku 1278, zvaná běžně „bitva na Moravském poli“, v níž padl český král Přemysl Otakar II.